# RB (білок)
RB, білок ретинобластоми (англ. RB transcriptional corepressor 1) — білок, який кодується геном супресором пухлин RB1, розташованим у людини на довгому плечі 13-ї хромосоми. Довжина поліпептидного ланцюга білка становить 928 амінокислот, а молекулярна маса — 106 159. Уперше виявлений під час вивчення спадкової форми раку сітківки у дітей — ретинобластоми, через що й отримав свою назву. Його функцією є стримання клітинного циклу, зокрема проходження через точку контролю G1/S. Проте втрата обидвох робочих копій гена Rb не одразу призводить до надмірної проліферації й виникнення пухлин сітківки та інших тканин, оскільки існують допоміжні механізми зупинки клітинного циклу в тій же фазі.
| 10         |  | 20         |  | 30         |  | 40         |  | 50         |
| ---------- |  | ---------- |  | ---------- |  | ---------- |  | ---------- |
| MPPKTPRKTA |  | ATAAAAAAEP |  | PAPPPPPPPE |  | EDPEQDSGPE |  | DLPLVRLEFE |
| ETEEPDFTAL |  | CQKLKIPDHV |  | RERAWLTWEK |  | VSSVDGVLGG |  | YIQKKKELWG |
| ICIFIAAVDL |  | DEMSFTFTEL |  | QKNIEISVHK |  | FFNLLKEIDT |  | STKVDNAMSR |
| LLKKYDVLFA |  | LFSKLERTCE |  | LIYLTQPSSS |  | ISTEINSALV |  | LKVSWITFLL |
| AKGEVLQMED |  | DLVISFQLML |  | CVLDYFIKLS |  | PPMLLKEPYK |  | TAVIPINGSP |
| RTPRRGQNRS |  | ARIAKQLEND |  | TRIIEVLCKE |  | HECNIDEVKN |  | VYFKNFIPFM |
| NSLGLVTSNG |  | LPEVENLSKR |  | YEEIYLKNKD |  | LDARLFLDHD |  | KTLQTDSIDS |
| FETQRTPRKS |  | NLDEEVNVIP |  | PHTPVRTVMN |  | TIQQLMMILN |  | SASDQPSENL |
| ISYFNNCTVN |  | PKESILKRVK |  | DIGYIFKEKF |  | AKAVGQGCVE |  | IGSQRYKLGV |
| RLYYRVMESM |  | LKSEEERLSI |  | QNFSKLLNDN |  | IFHMSLLACA |  | LEVVMATYSR |
| STSQNLDSGT |  | DLSFPWILNV |  | LNLKAFDFYK |  | VIESFIKAEG |  | NLTREMIKHL |
| ERCEHRIMES |  | LAWLSDSPLF |  | DLIKQSKDRE |  | GPTDHLESAC |  | PLNLPLQNNH |
| TAADMYLSPV |  | RSPKKKGSTT |  | RVNSTANAET |  | QATSAFQTQK |  | PLKSTSLSLF |
| YKKVYRLAYL |  | RLNTLCERLL |  | SEHPELEHII |  | WTLFQHTLQN |  | EYELMRDRHL |
| DQIMMCSMYG |  | ICKVKNIDLK |  | FKIIVTAYKD |  | LPHAVQETFK |  | RVLIKEEEYD |
| SIIVFYNSVF |  | MQRLKTNILQ |  | YASTRPPTLS |  | PIPHIPRSPY |  | KFPSSPLRIP |
| GGNIYISPLK |  | SPYKISEGLP |  | TPTKMTPRSR |  | ILVSIGESFG |  | TSEKFQKINQ |
| MVCNSDRVLK |  | RSAEGSNPPK |  | PLKKLRFDIE |  | GSDEADGSKH |  | LPGESKFQQK |
| LAEMTSTRTR |  | MQKQKMNDSM |  | DTSNKEEK   |  |            |  |            |

A: Аланін

C: Цистеїн

D: Аспарагінова кислота

E: Глутамінова кислота

F: Фенілаланін

G: Гліцин

H: Гістидин

I: Ізолейцин

K: Лізин

L: Лейцин

M: Метіонін

N: Аспарагін

P: Пролін

Q: Глутамін

R: Аргінін

S: Серин

T: Треонін

V: Валін

W: Триптофан

Цей білок за функціями належить до репресорів, регуляторів хроматину. Задіяний у таких біологічних процесах, як взаємодія хазяїн-вірус, регуляція транскрипції, ацетилювання та метилювання хроматину. Білок має сайт для зв'язування з ДНК. Локалізований у ядрі.

## Функція
Білок Rb виконує свою функцію шляхом зв'язування та інактивації групи транскрипційних факторів E2F. Ці білки в активному стані приєднуються до специфічних послідовностей у промоторних ділянках широкого спектра генів, продукти яких необхідні для проходження S-фази клітинного циклу, зокрема такі як G1/S-цикліни, S-цикліни, ферменти та інші білки, необхідні для реплікації ДНК і подвоєння хромосом. За браку мітогенних стимулів Rb пригнічує активність білків E2F і не пропускає клітину в S-фазу.
Коли клітина отримує сигнал, який спонукає її до поділу, у ній накопичуються G1-циклін-залежні кінази, які фосфорилюють Rb і переводять його в неактивну форму. У такому разі інгібування знімається із факторів транскрипції E2F, і вони можуть запускати S-фазу.

## Роль у пухлинах
Ген Rb був виявлений під час вивчення рідкісного спадкового захворювання — ретинобластоми. Для деяких особин з цією хворобою, характерний візуально аномальний каріотип: у них бракує однієї специфічної смуги на 13-й хромосомі. Делеція тієї ж ділянки спостерігається у деяких пацієнтів із неспадковою формою захворювання. Ці дані дозволили клонувати ген Rb. Було з'ясовано, що в людей, уражених спадковою формою ретинобластоми, цей ген делетований або в ньому відбулась мутація, яка призвела до втрати функції, в одній із двох копій 13-ї хромосоми в кожній соматичній клітині. Такі клітини є більш схильними до злоякісного переродження, проте воно відбувається тільки в разі інактивації нормальної копії гена Rb. Це може статися шляхом втрати однієї хромосоми з подальшою дуплікацією хромосоми із мутантним або делетованим геном, мітотичної рекомбінації, конверсії генів, делеції або точкової мутації. Такі події трапляються з частотою, що дозволяє незалежне виникнення великої кількості пухлин в обидвох очах.
Неспадкова форма ретинобластоми трапляється дуже рідко, оскільки для її виникнення необхідна інактивація обидвох нормальних копій гена Rb. При цьому виникає тільки одна пухлина в одному оці. Функціонального Rb також бракує у кількох інших типах ракових захворювань, зокрема карциномах легень, молочної залози, сечового міхура. Ці злоякісні пухлини виникають внаслідок складнішої серії генетичних змін ніж ретинобластома і з'являються пізніше у житті людини. У багатьох інших типах злоякісних новоутворень сигнальний шлях Rb інактивується через зміни в роботі інших його компонентів.